# 华北军区烈士陵园

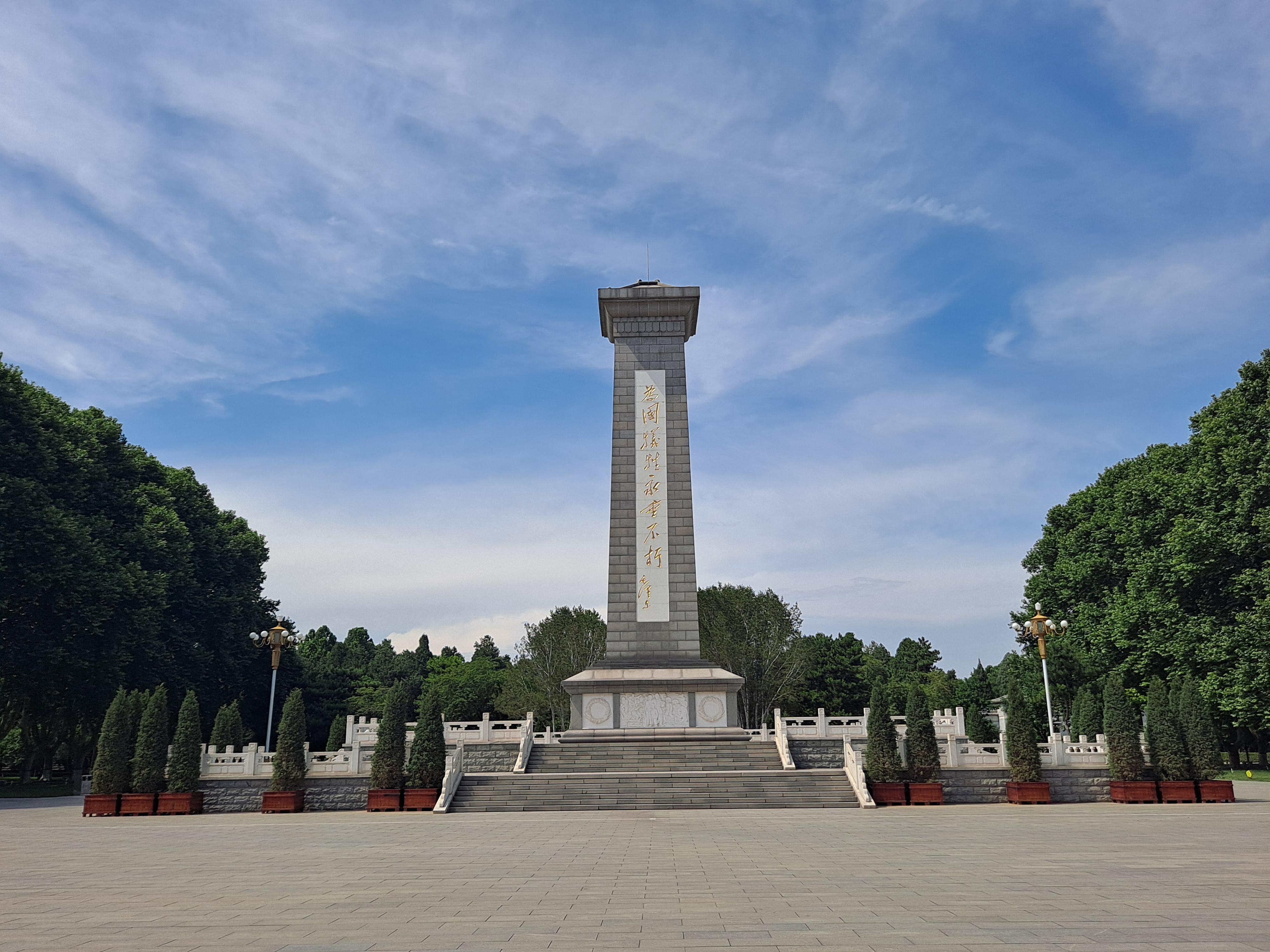
华北军区烈士陵园烈士纪念碑

华北军区烈士陵园位于中国河北省石家庄市桥西区中山西路343号，是中华人民共和国国务院首批全国重点烈士纪念建筑物保护单位，中共中央宣传部“全国爱国主义教育示范基地”，中共中央宣传部等七部委“全国百家红色旅游经典景区”，中华人民共和国教育部、中华人民共和国民政部等六部委“全国中小学爱国主义教育基地”，亦是国家级国防教育示范基地。
华北军区烈士陵园安葬着第一次国内革命战争（土地革命战争）时期、抗日战争时期、第二次国共内战时期在华北牺牲的316位团职以上革命烈士的遗骨，包括国际主义战士白求恩、柯棣华的灵柩，并安放着640余位革命烈士、老红军的骨灰。毛泽东、刘少奇、朱德、彭德怀、邓小平等党和国家领导人曾先后为该陵园题词。

## 历史

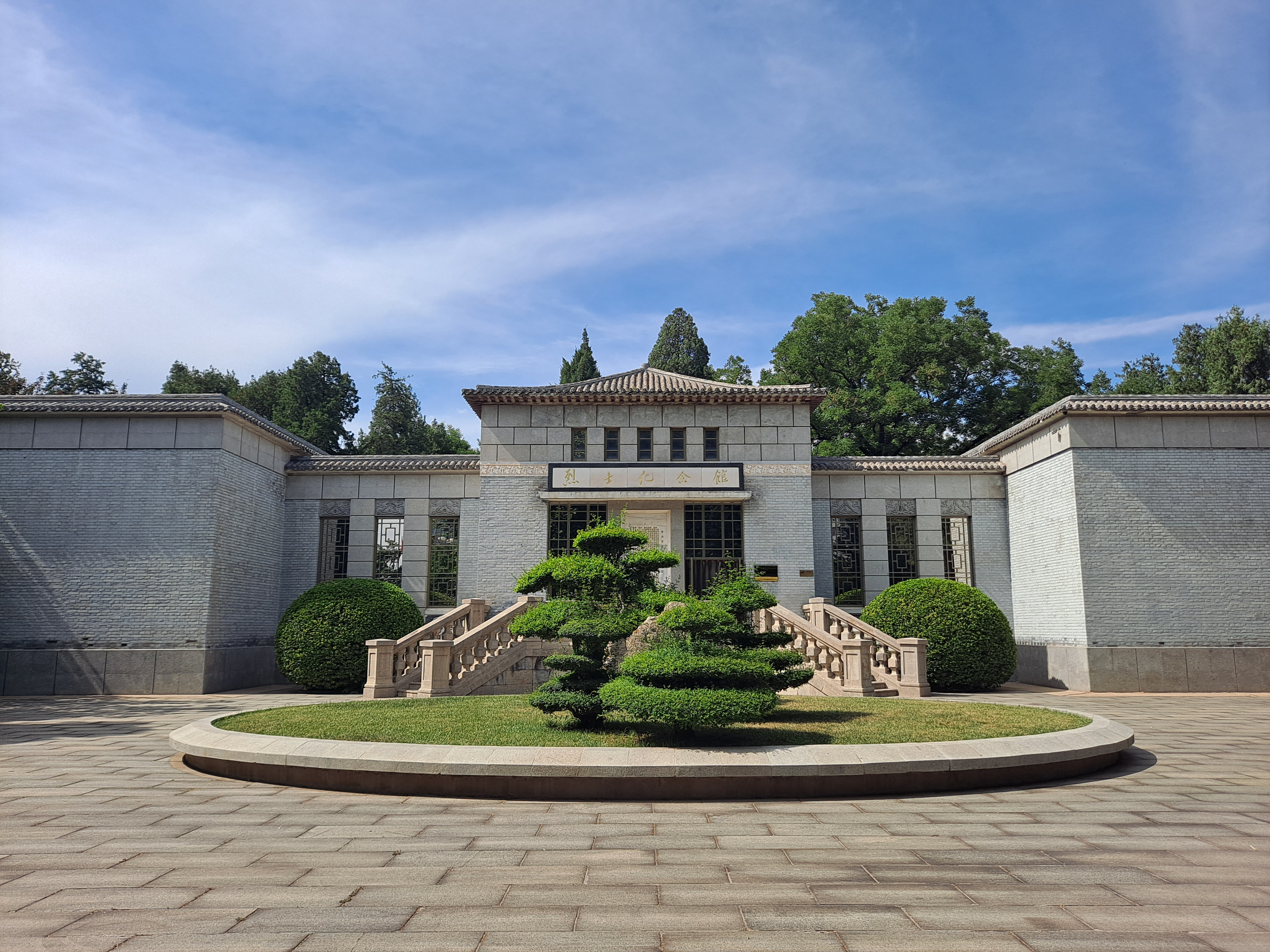
烈士纪念馆

华北军区烈士陵园是河北省民政厅直属的正处级事业单位，占地面积21万平方米。该陵园的前身是侵华日军的神社。1945年8月日本投降后，国民政府将其改成胜利公园。1948年秋，经中国人民解放军总司令朱德提议，为了纪念在华北牺牲的革命烈士，在胜利公园旧址上修建中国人民解放军华北军区烈士陵园。1950年3月开工建设，1954年8月1日建成并对外开放。建筑工程由邬天柱总工程师规划设计，经梁思成、张开济、宋柏等人审定后施工。

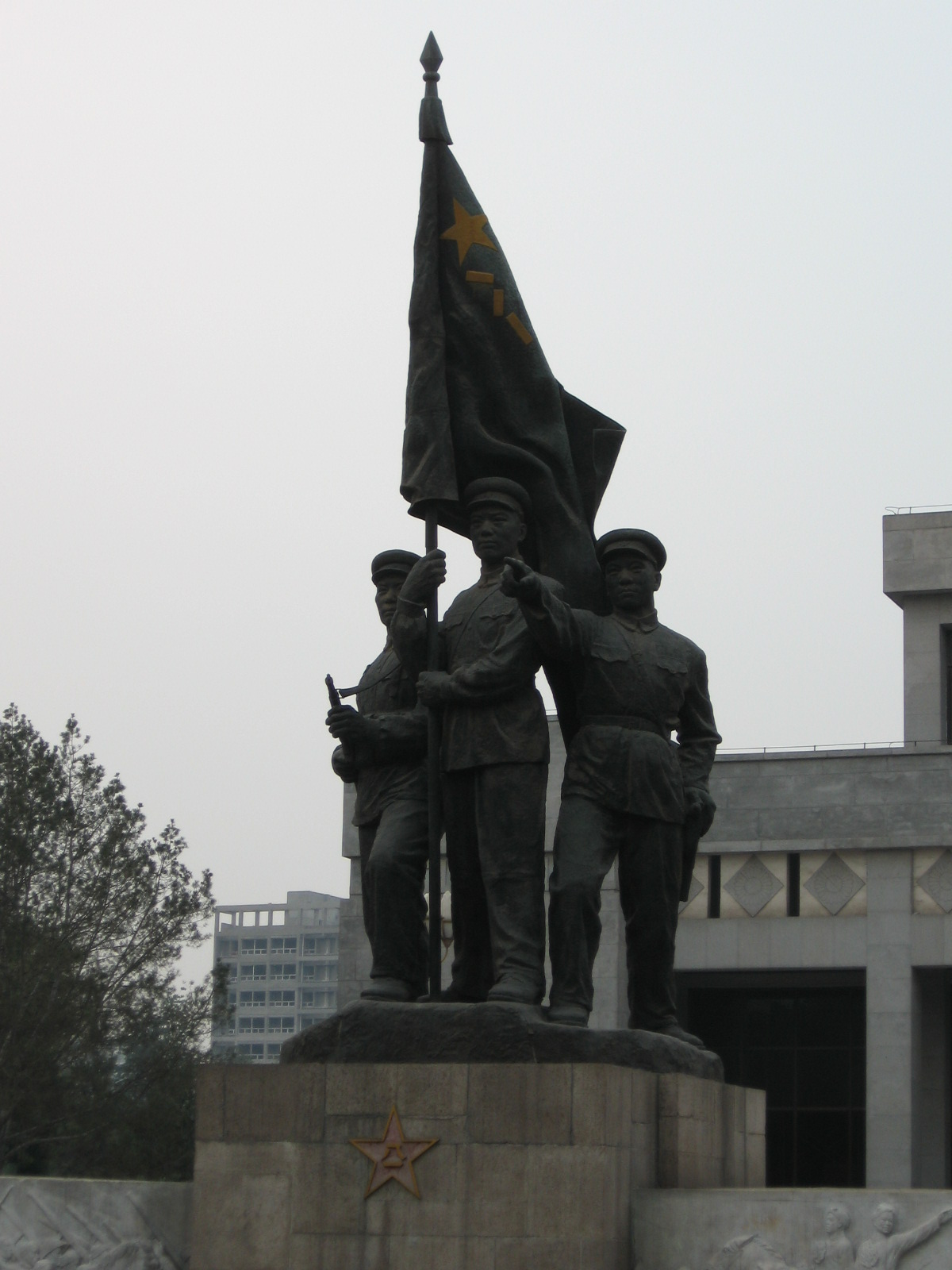
铭碑堂广场前的主群雕

2008年5月，为了扩大华北军区烈士陵园的教育和服务功能，经中共河北省委、河北省人民政府批准，华北军区烈士陵园增名“和平公园"，免费开放。
2014年9月3日，中国人民解放军驻石家庄某部向华北军区烈士陵园捐赠了八位英雄楷模铜像，分别为：张思德、董存瑞、黄继光、邱少云、雷锋、苏宁、李向群、杨业功。
2014年，在中国人民抗日战争暨世界反法西斯战争胜利69周年纪念日到来之际，国务院公布第一批80处国家级抗战纪念设施、遗址名录，华北军区烈士陵园入选。在中华人民共和国民政部公布的第一批300名著名抗日英烈和英雄群体名录中，有17名安葬在华北军区烈士陵园，他们是：白求恩、柯棣华、马本斋、常德善、王远音、包森、韩增丰、周建屏、高小安、雷烨、李永安、才山、郭陆顺、白乙化、孔庆同、王溥、王先臣。

## 建筑

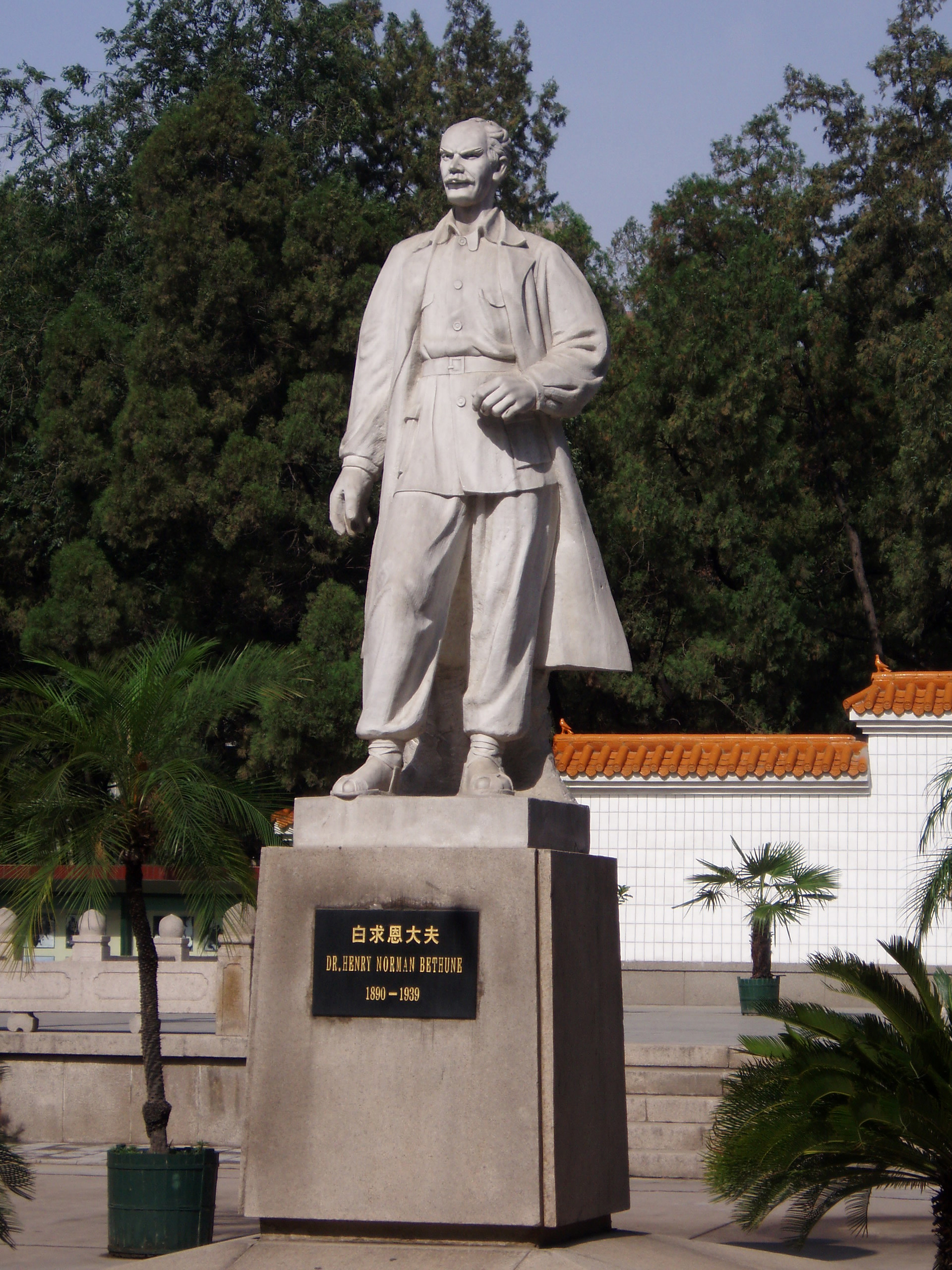
白求恩塑像

华北军区烈士陵园布局沿南北中轴线对称。中轴线上自南向北依次是：
- 陵园大门：花岗石砌成的门壁上镶嵌有汉白玉石刻匾额，匾额上刻有朱德题写的“中国人民解放军华北军区烈士陵园”15个鎏金大字。[2][3]
- 革命烈士纪念碑：位于陵园大门内正北。纪念碑高25米，钢筋混凝土结构。碑身用浅灰色花岗岩贴面。碑身正面刻有毛泽东的题词“为国牺牲永垂不朽”，东西两面分别是邓小平题词、江泽民题词，北面是中共河北省委及河北省人民政府为该纪念碑撰写的碑文。碑身下部的碑基四周为四组汉白玉浮雕，分别是“人民战争”、“解放石家庄”、“狼牙山五壮士”、“白求恩、柯棣华抢救伤员”。整个纪念碑下部的基座面积1024平方米，呈坡形，坡面用黑色磨光花岗岩砌成。四面每面正中各有上下两组台阶。基座上方四角各有一座剁斧石饰面的大型火炬台模型。纪念碑的四周是面积6300平方米的纪念广场。靠近纪念碑的广场中心地面用灰色花岗岩铺成，广场外围地面则是水泥。纪念碑正前方中央有一根不锈钢旗杆，悬挂中华人民共和国国旗。旗杆东、西两侧的广场边缘各有一座雕塑。[2][3]
- 著名烈士铜像区：位于铭碑堂广场前，为三组大型铜铸雕像，由雕塑家张松鹤、温庭宽及画家蒋兆和等人设计塑造。中央的主群雕由三位中国人民解放军战士组成，高举中国人民解放军军旗，目视前方。像座正面两侧是“参军”、“支前”两幅汉白玉浮雕。东侧一组由两位握枪的八路军战士组成，西侧一组是一男一女两个民兵埋设地雷。主群雕前的两排松柏间，立有1998年建成的十位著名烈士半身铜像，分别是：周文彬、李永安、常德善、周建屏、董振堂、王先臣、马本斋、王远音、李力、赵博生。[2][3]

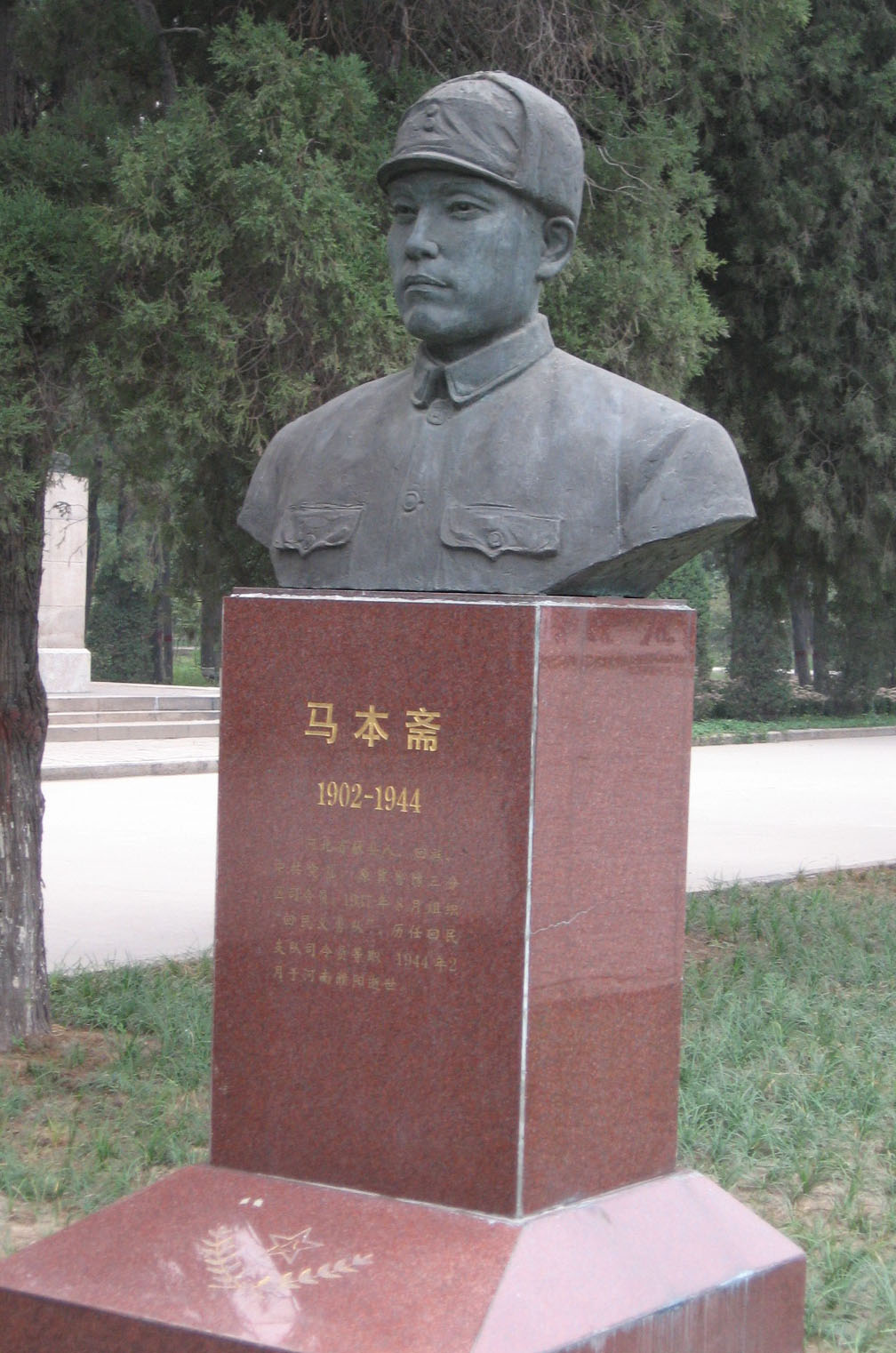
著名烈士铜像区内的马本斋铜像
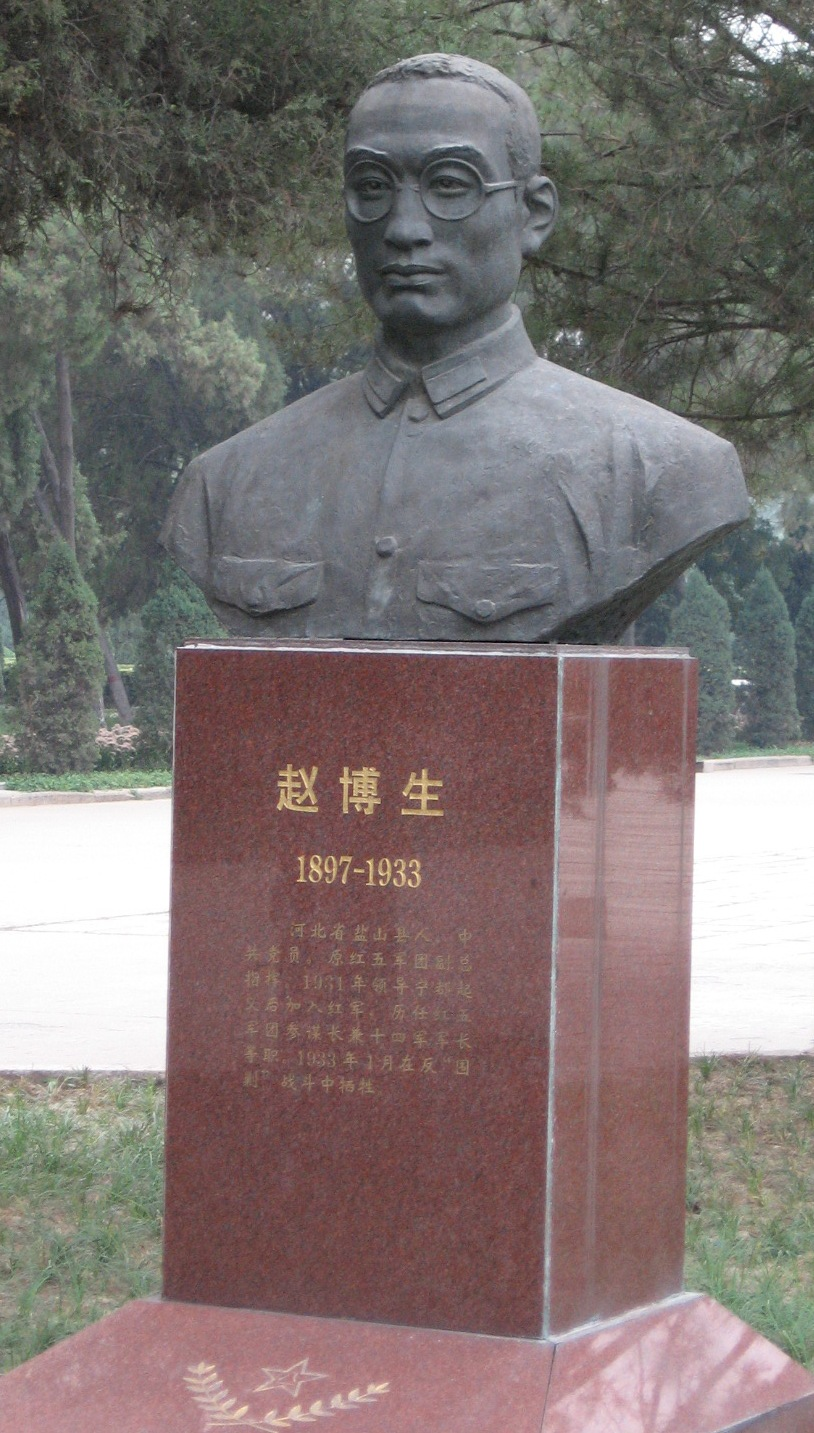
著名烈士铜像区内的赵博生铜像
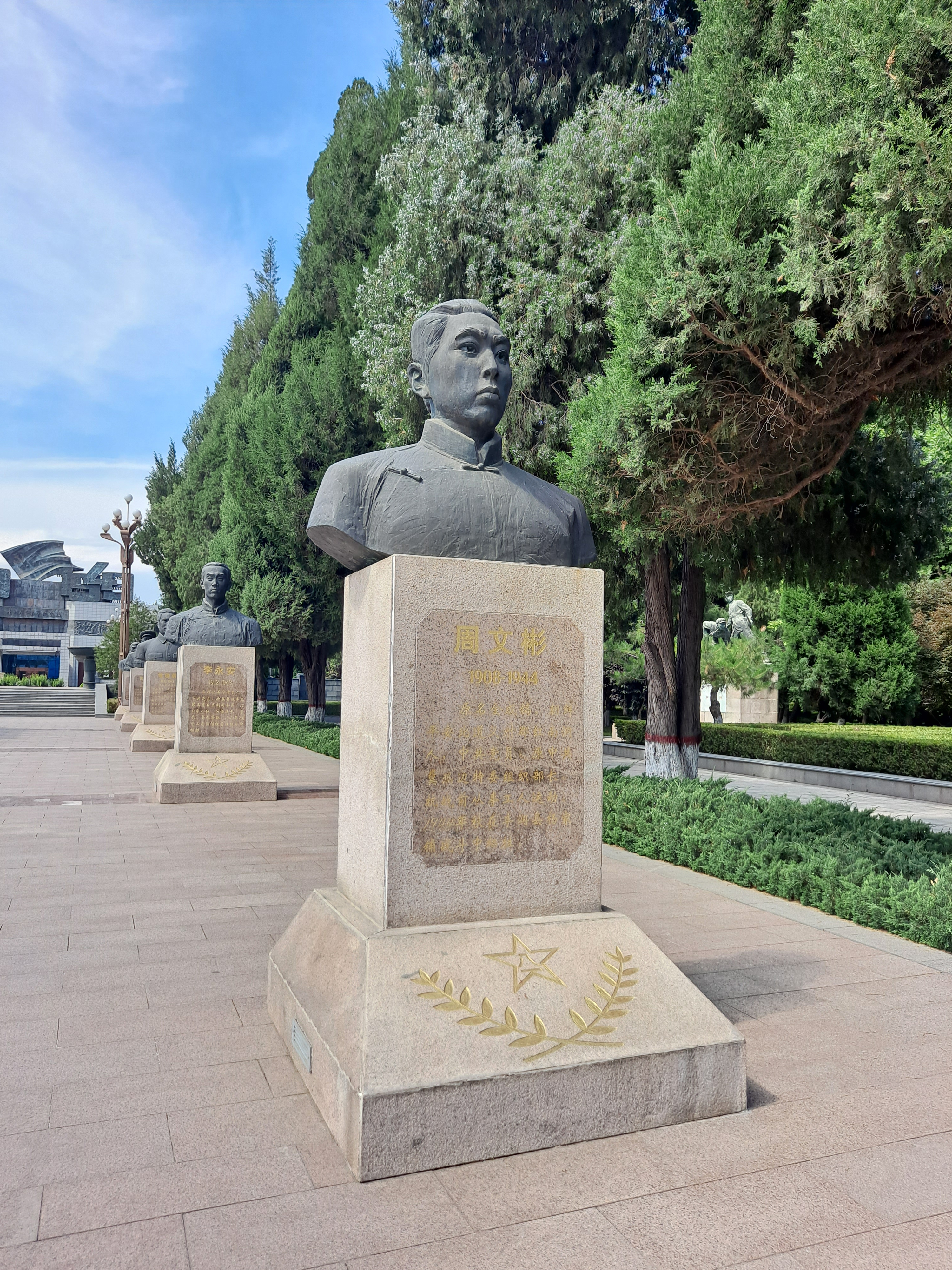
著名烈士铜像区东部

- 铭碑堂：为全园的中心建筑。1997年重建。因堂内设有卧碑及领导人题词的石碑，得名“铭碑堂”。铭碑堂的建筑面积为630平方米，铭碑堂外部用花岗岩砌成，正面饰有落地玻璃窗。铭碑堂内中央为一块大型汉白玉卧碑，刻有毛泽东题词“为国牺牲，永垂不朽”八个贴金大字。卧碑顶端的汉白玉石台上，镶有奥地利侨民盖斯特制作的铜铸花圈。248位烈士的名字刻在铭碑堂北墙中央。铭碑堂内东、西两侧墙上镶有刻着刘少奇、朱德、彭德怀、刘伯承、邓小平、彭真、贺龙、罗荣桓、徐向前、聂荣臻等14位党和国家领导人题词的石碑。[2][3]

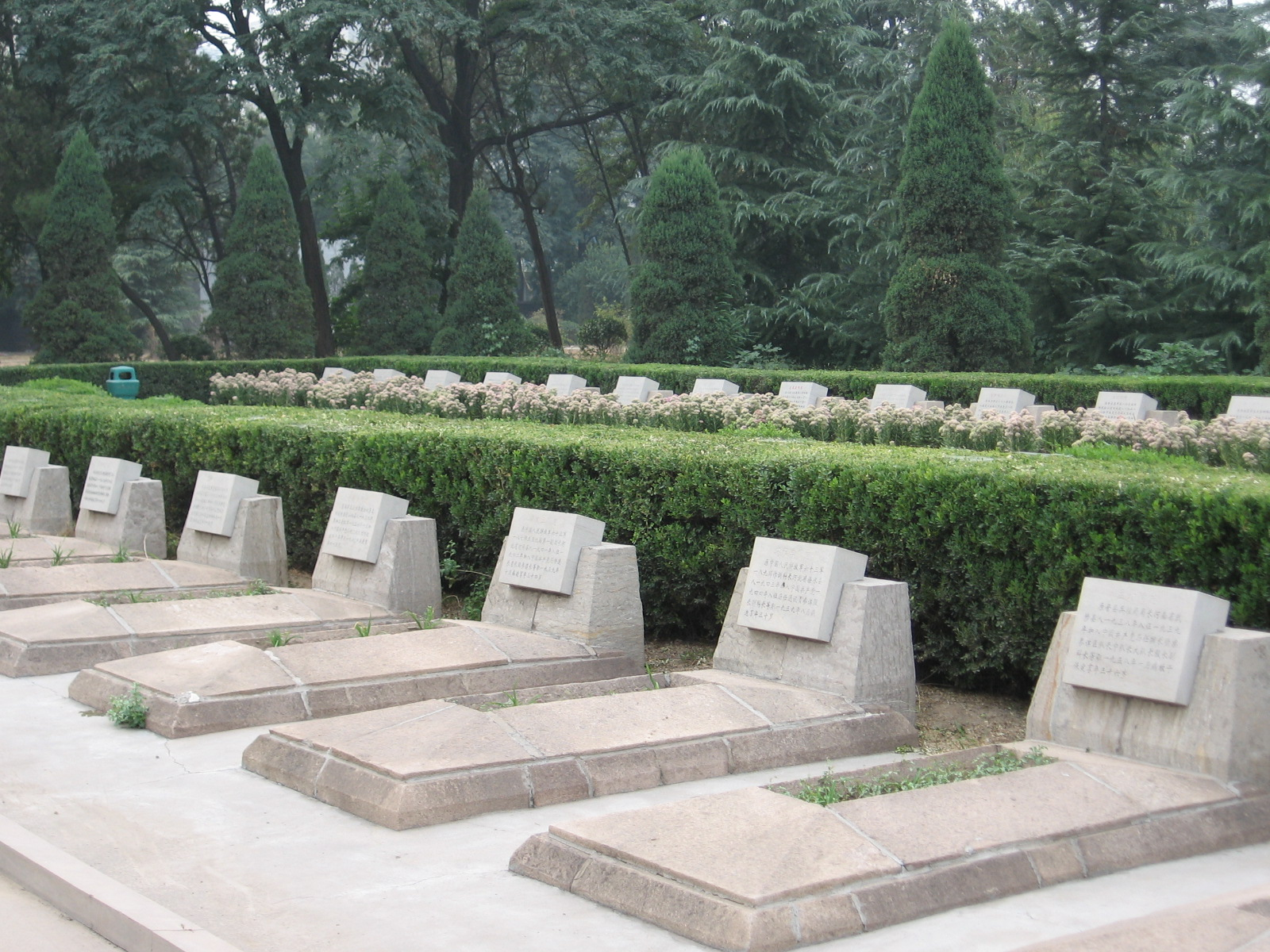
烈士墓区

- 烈士墓区：铭碑堂后东西两侧是四组对称的烈士墓区。安葬有316位革命烈士。烈士墓墓身为花岗岩，墓后树立汉白玉墓碑。墓顶有花池，碑身刻有烈士生平。[2][3]
- 华北革命战争纪念馆：位于中轴线北端，2014年4月4日对外开放。入口处的太行山脉浮雕墙上有红色大字“红色太行，永恒的见证；英雄河北，不朽的历史”。该馆展出1919至1949年河北军民的革命战争历史。展览分为三部分。第一部分“红旗插遍燕赵大地革命运动风起云涌”，展示从五四运动到土地革命战争时期的历史。第二部分“抗日烽火燃烧燕赵万众一心抵御外辱”，展示抗日战争时期的历史。第三部分“河北军民保卫解放区柏坡圣地孕育新中国”，展示第二次国共内战时期的历史。[7]

中轴线东侧的建筑自南向北依次是：
- 迎宾厅：位于纪念广场东侧。

- 柯棣华塑像及陵墓：位于烈士纪念碑东侧。柯棣华墓为方形墓体，弧形墓顶，坐东朝西。下有混凝土墓基。墓座上刻有柯棣华生平。墓体前立有刻着“柯棣华大夫之墓”的大理石墓碑。墓体右侧有印度援华医疗队队长爱德华纪念碑，左侧有印度援华医疗队队员巴苏华纪念碑。墓后有砖墙。墓前广场立有一尊柯棣华全身雕像。1942年12月9日，柯棣华病逝。1943年安葬在唐县军城南关的晋察冀烈士陵园，1953年3月15日迁葬华北军区烈士陵园。[2][8]1970年6月，又将柯棣华墓迁至喷水池东侧，与白求恩墓相对应。1971年，在柯棣华墓两侧修建起画廊展示照片。1979年11月，在墓前广场中央树立起高2.7米的柯棣华全身雕像。1982年9月，为纪念柯棣华逝世40周年，又用花岗岩替换了墓基四周的混凝土栏杆，同时加长了两侧画廊。[8]
- 烈士纪念馆：占地面积360平方米，馆前正中的墙上刻有中共中央华北局撰写的《华北军区烈士陵园记》。馆内分为三部分：中间是序幕厅，厅内展示毛泽东的“为人民而死，虽死犹荣”题词；东西两侧为纪念厅，厅内展示安葬在该陵园内的马本斋、周建屏、白乙化、楚大明、李混子等16位著名革命烈士的遗像及事迹。[2]
- 董振堂纪念碑亭：位于华北革命战争纪念馆前东侧，为纪念红五军团军团长董振堂烈士而建立。亭内立有石碑，正面书“董振堂同志纪念碑”，背面的碑文记述了董振堂生平。[2]

西侧建筑由南向北依次是：
- 影视厅：位于纪念广场西侧。

- 白求恩塑像及陵墓：位于烈士纪念碑西侧。白求恩墓为方形墓体，弧形墓顶，坐西朝东，墓体前立有刻着“白求恩大夫之墓”的大理石墓碑。墓前广场上立有一尊白求恩全身雕像，雕像高3米，下面有高2米的底座。1939年11月12日，白求恩在河北省唐县逝世。1940年6月，晋察冀边区政府将白求恩安葬在唐县军城南关的晋察冀烈士陵园。[2]经河北省人民政府批准，1953年3月15日，白求恩和柯棣华灵柩由晋察冀烈士陵园迁到华北军区烈士陵园，并排安葬在陵园内的喷水池西侧，墓地坐西朝东，墓前设有十字架。1959年2月下旬，河北省人民委员会批准修建印度友人爱德华博士纪念碑，同时还重修白求恩和柯棣华墓，重修之后墓地增建长19米、宽16.35米、高0.8米的墓基，两墓体从原来的平头形改成半圆形，墓前各立一块汉白玉墓碑；和爱德华纪念碑并列（自北向南依次为白求恩墓、柯棣华墓、爱德华纪念碑），墓后兴建高大的十字花砖墙。1959年6月，周恩来来该陵园视察时指出，墓体和后墙的图案不够和谐。陵园乃自1959年9月初动工，把后墙改建成水刷石面砖墙。1965年，为宣传白求恩事迹，在墓基两侧兴建展线长138.6米的画廊，展出85幅白求恩革命活动照片。1970年6月，为迎接第一届加拿大友好访华团，将柯棣华墓与爱德华纪念碑迁到喷水池东侧，将白求恩墓迁到原墓基的中央，墓体采用圆顶方座，全部用汉白玉砌成，墓座南北两面分别刻有毛泽东对白求恩的赞誉及白求恩生平。1970年7月，在白求恩墓前广场中央塑造高3米的白求恩像。1970年7月23日，河北省革命委员会决定，将白求恩墓列为河北省文物保护单位。1982年9月，白求恩墓墓基由砖砌改为花岗岩砌成。[2][3]
- 白求恩·印度援华医疗队纪念馆：占地面积1280平方米，纪念牺牲在华北的国际友人。通过图片、文物、场景复原等手段记述了白求恩的生平及在中国的战斗及生活经历，以及印度援华医疗队的事迹。该馆收藏有白求恩发明并使用多年的肋骨剪，柯棣华使用过的油灯及桌椅，巴苏华的护照等文物。[2]
- 烈士纪念碑亭：位于白求恩·印度援华医疗队纪念馆东侧。碑亭高10米，径宽9米，拱顶下有六根小磨石石柱。亭内立有一块大型汉白玉石碑。碑阳刻有中共中央华北局的题词。东西两侧分别刻有华北行政委员会和华北军区的题词。[2]
- 戎冠秀铜像
- 赵博生纪念碑亭：位于华北革命战争纪念馆前西侧，为纪念红五军团副总指挥赵博生烈士而建立。亭内立有石碑，正面书“赵博生同志纪念碑”，背面的碑文记述了赵博生生平。[2]

21世纪初，经河北省民政厅支持，该陵园启动了园区整体改造升级工程，形成一条南北景观主轴、三条东西景观次轴，园区设有纪念瞻仰区、历史文化区、雕塑区、碑林区、烈士墓区、园林休憩区。

## 铁狮子
陵园内有一对铁狮子，分别高1.32米、1.24米，铸造于金朝大定二十四年（1184年），铸造技艺精湛，形态优美，毫无锈痕。铁狮子原置于获鹿县（今鹿泉区）的一座庙前。1950年代，铁狮子被迁至该陵园。1982年7月23日，被河北省人民政府公布为河北省文物保护单位。
2010年1月2日凌晨，这对铁狮子被犯罪团伙盗走。1月16日，犯罪团伙在湖北十堰将铁狮子通过物流发往广东省，出售给一位商人。2010年2月，河南省平顶山市警方抓获了在当地偷盗盆景的该犯罪团伙，其成员全部落网，该团伙成员向平顶山市警方交代了该团伙在华北军区烈士陵园偷盗铁狮子的犯罪经过。此后，警方虽经多方努力，但铁狮子至今一直下落不明。2010年，石家庄市桥西区检察院提起公诉，因失职而对铁狮子被盗负有责任的华北军区烈士陵园保卫科科长聂某等3人被石家庄桥西区法院判刑。2013年初，一对用石头仿制的铁狮子被陵园安放到铁狮子的原址处。